# Hornstrandir
Hornstrandir er oprindeligt betegnelsen for kystlinjen langs vestsiden af Húnaflói sydøst for Horn i regionen Vestfirðir i det nordvestlige Island, men i dag dækker navnet nærmere over Hornstrandir Naturreservat, hvis grænse går fra Hrafnsfjörður til Furufjörður.
Hornstrandir er et tyndt befolket område. Frem til 2. verdenskrig boede her nogle få bønder, ægsamlere og samlere af drivtømmer. Drivtømmeret dannede som et af de få steder i Island grundlag for tømrer- og snedkerarbejde. I 1935 boede her omkring 500 mennesker, men sociale ændringer resulterede i en fraflytning der i 1951 gjorde området øde.
Efter at nationalparken blev grundlagt i 1975 bor der om sommeren nogle få af familier i naturreservatet. 

## Natur
Der findes omkring 260 forskellige arter blomstrende planter eller bregner. Der er ikke nogen nævneværdig vegetation over 300-400 meters højde.
Der findes en del forskellige musarter, men ræve er det dominerende pattedyr. Der findes et utroligt rigt fugleliv.

## Turisme
Om sommeren er der regelmæssig skibsforbindelse fra Ísafjörður over  fjorden Ísafjarðardjúp. Fuglefjeldene, de mange vandfald og det øde højland giver muligheder for vandretur.